# 澜石站
澜石站是广佛地铁的車站，位於中國广东省佛山市禅城區汾江南路瀾石一路口以南的地底。於2016年12月28日啟用。

## 車站結構

### 車站樓層
本站共有兩層。地面為汾江南路、瀾石一路以及其它建築，地下一層為站廳；地下二層為廣佛地鐵月台。
| 地下一层 | 站厅               | 售票機、客服中心、商店、警务室、安检设施 |  |  |
| 地下二层 | 2 站台             | █广佛线 新城東方向（下站：世纪莲）       |  |  |
|          | 岛式站台（卫生间） |                                          |  |  |
|          | 1 站台             | █广佛线 沥滘方向（下站：魁奇路）         |  |  |

### 站廳
澜石站站厅东侧被划分为收费区。收费区内设有一台专用电梯、一条楼梯和三条扶手电梯供乘客前往车站月台。
本站目前没有设置车站商店，仅有自动售卖机以及自动售卡/充值机。

### 月台
本站設有一個島式月台，位於汾江南路地底。本站的卫生间间设于站台北端。
另外，本站以南设有一组双存车线。該組存車線用於折返短線（小交路）列車。短線班次列車在2號月台清客完成後，便會進入該存車線，折返到1號月台上客。

### 出入口
澜石站共设有3个出入口供乘客进出。
|                                           |                                                       |      |          |                                                                            |
| 編號                                      | 设施                                                  | 照片 | 出口指示 | 建議前往的目的地                                                           |
| A                                         | 盲道标志 · 扶手电梯标志                               |      | 汾江南路 | 澜石地铁站公交车站（北行）                                                 |
| B                                         | 盲道标志 · 扶手电梯标志                               |      | 汾江南路 | 瀾石一路                                                                   |
| C                                         | 盲道标志 · 升降机标志 · 无障碍通道标志 · 扶手电梯标志 |      | 汾江南路 | 瀾石一路、佛山市消費者委員會、银苑市场公交车站、澜石地铁站公交车站（南行） |
| 註： 設有 \| 設有 \| 設有 \| 設有扶手電梯 |                                                       |      |          |                                                                            |

## 接駁交通
| 编号 | 编号 | 线路               | 线路 | 线路                   | 收费 | 运营商   | 备注   |
| ---- | ---- | ------------------ | ---- | ---------------------- | ---- | -------- | ------ |
|      | 179  | 东平大桥公交枢纽站 | ⇆    | 石湾文化广场公交枢纽站 | 2元  | 粤运六分 |        |
|      | G14  | 佛山火车站         | ⇆    | 澜石地铁站临时总站     | 2元  | 粤运六分 | 原 112 |

| 编号 | 编号 | 线路           | 线路 | 线路           | 收费 | 运营商   | 备注                           |
| ---- | ---- | -------------- | ---- | -------------- | ---- | -------- | ------------------------------ |
|      | 101  | 佛山火车站     | ⇆    | 石头村         | 2元  | 粤运六分 |                                |
|      | 139  | 佛山家博城总站 | ⇆    | 南海实验小学   | 2元  | 佛汽公交 |                                |
|      | 185A | 奇槎公交枢纽站 | ⇆    | 佛山家博城总站 | 2元  | 粤运六分 | 上课日部分班次绕经环湖小学东门 |

## 历史
本站自2012年10月1日开工，但车站所在地块的汾江路银苑商住城拆迁一直受阻。当局称个别被拆迁户提出众无理补偿要求，将通过法律途径解决。2013年5月6日，当局拆迁银苑商住城8号楼时，大楼突然倒塌，砸到相邻的10号楼，所幸未造成人员伤亡。被拆的8号楼业主称未与当局达成协议，质疑楼房遭强拆。
由于征拆受阻，加上管线迁改及临近屈龙角涌改移滞后，本站被迫分为三阶段施工。车站一期主体结构于2014年8月4日封顶；而本站至魁奇路盾构区间的主体结构于2015年5月13日封顶，标志着三期施工全部完成。
为展现传统文化，当局曾计划将本站更名为石湾站，但最终未落实。2016年12月28日中午12時，本站随广佛地铁二期开通而正式启用。而石湾站的名字已由2号线位于石湾公园附近的车站使用。

## 未來發展
未來廣佛地鐵三期將從本站起往南延伸，最終抵達樂從城際站。而屆時新城東—世紀蓮一段將拆離廣佛地鐵，並向兩端延伸形成佛山地鐵6號線獨立運營。廣佛地鐵二期建設時亦已在本站以南区间作出相應的土建預留。